# قائمة شعارات الدول العربية
يوجد أدناه قائمة الشعارات المستخدمة حاليا من طرف الدول العربية:
| الدولة                                  | الشعار | المقال الرئيس  |
| --------------------------------------- | ------ | -------------- |
| المملكة العربية السعودية                |        | شعار السعودية  |
| الإمارات العربية المتحدة                |        | شعار الإمارات  |
| مملكة البحرين                           |        | شعار البحرين   |
| دولة قطر                                |        | شعار قطر       |
| دولة الكويت                             |        | شعار الكويت    |
| سلطنة عُمان                              |        | شعار عُمان      |
| المملكة الأردنية الهاشمية               |        | شعار الأردن    |
| جمهورية العراق                          |        | شعار العراق    |
| الجمهورية العربية السورية               |        | شعار سوريا     |
| الجمهورية اللبنانية                     |        | شعار لبنان     |
| دولة فلسطين                             |        | شعار فلسطين    |
| الجمهورية اليمنية                       |        | شعار اليمن     |
| جمهورية مصر العربية                     |        | شعار مصر       |
| دولة ليبيا                              |        | شعار ليبيا     |
| الجمهورية التونسية                      |        | شعار تونس      |
| الجمهورية الجزائرية الديمقراطية الشعبية |        | شعار الجزائر   |
| المملكة المغربية                        |        | شعار المغرب    |
| جمهورية السودان                         |        | شعار السودان   |
| جمهورية جيبوتي                          |        | شعار جيبوتي    |
| جمهورية الصومال الفيدرالية              |        | شعار الصومال   |
| الجمهورية الإسلامية الموريتانية         |        | شعار موريتانيا |
| جمهورية القمر المتحدة                   |        | شعار جزر القمر |